# Рауд, Михкель
Ми́хкель Ра́уд (эст. Mihkel Raud; 18 января 1969, Таллин, Эстонская ССР) — эстонский певец, писатель

, автор песен, актёр и бывший член парламента Эстонии. Наиболее известен своей книгой «Musta pori näkku» («Чёрная грязь в лицо») и как телеведущий ток-шоу на эстонском телеканале TV3.

## Биография
Михкель Рауд родился средним ребёнком в семье. Начал свою карьеру как юный актёр. В 1981 году он сыграл роль Тынна в музыкальном семейном художественном фильме Хелле Мурдмаа Nukitsamees, основанной на детской истории 1920 года Оскара Лутса. В том же году он появился в роли Рихо в телевизионном фильме Райво Трасса Keskpäev, основанном на трилогии 1972 года, написанной его отцом Lugu lendavate taldrikutega.
В дополнение его интересу к литературе и музыке, он стал в 2015 году членом Комитета по культурным вопросам и Европейского комитета профсоюзов в парламенте Эстонии. 7 июня 2016 года, Рауд объявил, что оставит политику и сосредоточится на своём ток-шоу на TV3. Также Рауд был ведущим на Эстонском ТВ шоу Seitse Vaprat, транслирующимся ETV, местного еженедельного ток-шоу на TV3 , а также участником радиоэлектронной промышленности и участником Эстонской общественной телерадиовещательной корпорации. Был членом жюри музыкального конкурса «Eesti otsib superstaari» («Эстония ищет суперзвезду»), местной версии «Pop Idol».

## Литературная деятельность
в 2003 году Рауд опубликовал книгу «How To Build A Music Web Site That Sells» («Как создать музыкальный веб-сайт, который продаёт»), в 2008 году — автобиографию под названием «Musta pori näkku» («Чёрная грязь в лицо»). Затем, в 2010 году, он написал новеллу под названием Sinine on sinu taevas (Синева в твоём небесах). В 2012 году Рауд написал пьесу под названием «American Monkey» («Американская обезьяна»), которая ставится по всему миру, в том числе в США, России и Финляндии.

## Музыкальная деятельность
Рауд хорошо известен в Эстонии как музыкант, играющий на гитаре. Он автор песен нескольких местных групп, в частности, «Golem», «Metallist», «Ba-Bach», «Singer Vinger» , «Mr. Lawrence», также писал для Ленны Куурмаа. В 2002 году Рауд продюсировал группу «Black Sabbath» в дань уважения к альбому «Sabbatum», сборник классических субботних треков в исполнении латиноамериканской музыкальной группы «Rondellus».

## Награды
- Орден Белой Звезды V степени (2021)[20]

## Семья
Отец — Эно Рауд.

Мать — Айно Рауд (до замужества Первик).

Дедушка — драматург, поэт и автор песен Мартин Рауд.
 
Брат — учёный Рейн Рауд.

Сестра — художница Пирет Рауд.